# Cozamalomila
Cozamalomila är en ort i Mexiko.   Den ligger i kommunen Cuetzalan del Progreso och delstaten Puebla, i den sydöstra delen av landet, 180 km öster om huvudstaden Mexico City. Cozamalomila ligger 661 meter över havet och antalet invånare är 301.
Terrängen runt Cozamalomila är bergig, och sluttar norrut. Runt Cozamalomila är det ganska tätbefolkat, med 179 invånare per kvadratkilometer. Närmaste större samhälle är Olintla, 18,7 km väster om Cozamalomila. I omgivningarna runt Cozamalomila växer i huvudsak städsegrön lövskog.